# Frédéric Bohn
Pour les articles homonymes, voir Bohn.
Frédéric Bohn, né le 17 janvier 1852 à Alès et mort le 26 avril 1923 à Marseille, est un négociant qui fonde en 1887 et dirige jusqu'à sa mort la Compagnie française de l'Afrique occidentale. 
Sa réussite dans les affaires lui donne une influence politique, dont il se sert pour défendre les intérêts des négociants marseillais en Afrique-Occidentale française. Il fait partie du patronat impérial français.

## Biographie

### Jeune négociant
Frédéric Bohn est né le 17 janvier 1852 à Alès,. Il est issu d'une famille installée à Alès puis à Bordeaux. Son père, Jean-Charles Bohn (1818-1889) est né en Allemagne près de Mayence. Protestant, il est négociant dans le commerce des arachides et son épouse, Virginie Julie Le Roux, mère de Frédéric, est une Bretonne catholique. Frédéric est secrètement baptisé dans la religion catholique.
Après son baccalauréat et une année passée à Mayence chez une tante pour perfectionner son allemand, Frédéric Bohn s'installe en 1874 à Marseille, où son père l'a envoyé travailler dans la société de Charles-Auguste Verminck, pour apprendre le métier de négociant. La société de Charles-Auguste Verminck est alors la principale entreprise marseillaise de l'Ouest africain. Elle possède quatre huileries, un réseau de factoreries du Sénégal à la Guinée et une flotte de voiliers,. 
Frédéric Bohn y apprend son métier et connaît une rapide ascension. En 1876, il s'embarque pour le Sénégal à partir de Bordeaux et profite de son passage dans cette ville pour rencontrer Émile Maurel, dirigeant de l'entreprise Maurel & Prom. Les deux hommes nouent des relations durables. Dès 1876, Frédéric Bohn est directeur des établissements Verminck. Il épouse la fille de Charles-Auguste Verminck, Pauline Verminck, le 3 septembre 1878 et trois ans après, en 1881, il est administrateur-directeur de la Compagnie du Sénégal et de la Côte occidentale d'Afrique que fonde Verminck. Frédéric Bohn tisse des liens avec des relations marseillaises de son beau-père, politiques comme Léon Gambetta ou Maurice Rouvier et économiques, comme les chefs d'entreprise Étienne Zafiropulo et Georges Zarifi,, dirigeants de l'importante maison commerciale grecque de Marseille Zafiropulo & Zarifi.

### La CFAO
En 1881-1885, l'entreprise est touchée par la récession du commerce entre Marseille et l'Afrique de l'Ouest. Les arachides importées d'Inde, au meilleur rapport qualité/prix, concurrencent dangereusement celles de la Compagnie du Sénégal et de la Côte occidentale d'Afrique, dont le chiffre d'affaires est divisé par deux. Frédéric Bohn propose aux actionnaires d'abandonner l'intégration verticale et de concentrer les activités sur le négoce uniquement, en cherchant de nouveau débouchés dans les ports d'Europe du Nord. Charles-Auguste Verminck (qui se livre à des spéculations qui obligent son gendre à des acrobaties financières), se retire de la société en 1885 et récupère ses huileries et un million de francs. 
Par l'intermédiaire de Maurice Rouvier, un nouveau partenaire, la Société marseillaise de crédit dirigée par Albert Rey, investit dans l'entreprise en difficulté de Frédéric Bohn. En 1887, la Compagnie du Sénégal et de la Côte occidentale d'Afrique est dissoute et remplacée par la Compagnie française de l'Afrique occidentale. Elle est soutenue par Zafiropulo & Zarifi et Maurice Rouvier. Frédéric Bohn en est l'administrateur-directeur de 1887 à 1911, puis le président de 1911 à sa mort en 1923. Sa gestion, prudente, vise des gains peu importants mais sûrs. Il cherche à constituer des réserves financières pour garantir l'autofinancement,,.
Sous sa direction, la CFAO connaît une croissance importante. De 1887 à 1912, ses fonds propres doublent, son chiffre d'affaires passe de 7 millions à 50 millions de francs, la rentabilité de l'action bondit de 3,5% à 25%. L'entreprise rachète les concurrents et constitue un réseau commercial, inégalé, de plus de 150 comptoirs, qui s'étend sur toute l'Afrique de l'Ouest, du Soudan français au Nigeria,,,.
Frédéric Bohn dirige la CFAO à partir de son siège à Marseille, mais l'entreprise a aussi un délégué à Paris, Julien Le Cesne, qui s'occupe des achats de produits manufacturés en France et du suivi de la vie du patronat français à l'échelle nationale. Julien Le Cesne est en fait un véritable représentant de Frédéric Bohn auprès des ministres et dans les bureaux des ministères et les deux hommes échangent une correspondance nourrie.

### Un notable des cercles coloniaux
Sa réussite commerciale apporte à Frédéric Bohn une légitimité qui en fait un notable : il entre dans les conseils d'administration de la Société marseillaise de crédit, de la succursale marseillaise de la Banque de France, de la Caisse d'Épargne, et de l'École supérieure de commerce. Il est membre de la Chambre de commerce. 
Il intègre aussi les cercles coloniaux. Comme Julien le Cesne, il devient vice-président de la section de l'Afrique occidentale de l'Union coloniale française, fondée en 1893. À Marseille, il est vice-président de la Société de géographie de Marseille de 1898 à 1923 et président de l'Institut colonial de 1911 à 1923,. En 1910, il cofonde le Comité de Marseille pour le Maroc. En 1922, il devient membre de l'Académie des sciences coloniales.
Selon un souvenir rapporté par la famille, Maurice Rouvier, devenu président du Conseil, a proposé à Frédéric Bohn le portefeuille de ministre des Colonies que celui-ci a refusé. Il est probable qu'il veut alors continuer à diriger son entreprise et que son influence, de fait très importante, lui suffit.

### Contre l'expansion coloniale
Jusqu'à la fin des années 1880, Frédéric Bohn tente de s'opposer à l'expansion coloniale française en Afrique de l'Ouest en publiant des articles dans la presse locale et en agissant auprès de son ami Maurice Rouvier, député. C'est le cas en 1879-1882, quand la tension monte entre la France et le Royaume-Uni pour le contrôle de l’île de Matakong et des rivières Scarcies et en 1889, quand Eugène Étienne, sous-secrétaire d’État aux Colonies, décide créer une nouvelle colonie française en Guinée. Pour Frédéric Bohn, qui raisonne en bon libéral, la colonisation apporte un appareil administratif qui complique et entrave le commerce, notamment par des taxes.
Frédéric Bohn use de son influence politique, en s'appuyant sur la Société marseillaise de crédit, la Chambre de commerce et l'Union coloniale française pour empêcher la réalisation des projets du ministre des Colonies Théophile Delcassé, qui cherche à développer en Afrique de l'Ouest une économie de plantation à la place d'une économie de traite et pour cela y installer des compagnies concessionnaires. Il s'agit, pour lui, de défendre la liberté du commerce. Toutefois, les dirigeants de l'Union coloniale française et la Chambre de commerce ne le soutiennent pas mais adhèrent plutôt aux projets de système de concessions. Frédéric Bohn échoue et, en 1894, Théophile Delcassé accorde une concession en Guinée. Néanmoins, cet échec est relatif puisque finalement le système des concessions reste limité à une seule en Guinée et n'est pas étendu à l'ensemble de l'Afrique-Occidentale française,,.

### Développer l'AOF
En 1898, lors du congrès national des sociétés de géographie qui se tient à Marseille, Frédéric Bohn propose un programme économique pour l'Afrique-Occidentale française. Selon lui, il faut donner un budget général à l'AOF, lui permettre de contracter des emprunts garantis par l’État et la doter d'une banque qui puisse y faire des investissements,. Il propose de développer et organiser l'AOF, tout en refusant toute taxe protectionniste. Il soutient Augustin Ferraud, président de la Chambre de commerce de Marseille et vice-président de la SMC et de la CFAO dans ses efforts pour fonder une banque coloniale en AOF. Ils y parviennent en 1901, donnant naissance à la Banque de l'Afrique occidentale, dont les capitaux proviennent surtout de maisons de commerce bordelaises,. La création de cette banque est aussi le résultat d'une collaboration active entre Émile Maurel, à Bordeaux, et Frédéric Bohn..

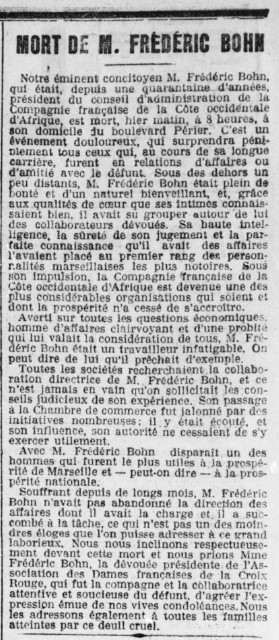
Nécrologie de Frédéric Bohn dans Le Petit Marseillais, 27 avril 1923, p. 2.

En 1902, alors que le marseillais Ernest Roume devient gouverneur général de l'AOF, Frédéric Bohn obtient de Maurice Rouvier, ministre des Finances, l'instauration d'un budget de l'Afrique-Occidentale française, augmenté en 1903 et en 1906 par des emprunts. Les fonds réunis servent à aménager les ports de Dakar et de Conakry et à construire des lignes de chemin de fer en Guinée, en Côte-d'Ivoire et au Dahomey. Ces travaux profitent à des entreprises marseillaises,,.
Pendant la Première Guerre mondiale, Frédéric Bohn déplore, dans ses courriers à Julien Le Cesne, représentant de la CFAO à Paris, l'interventionnisme économique de l'État. Cependant, comme la guerre sous-marine empêche le transport des arachides d'Afrique de l'Ouest africain vers les huileries française, il accepte paradoxalement en 1917, sur la proposition du gouverneur général Joost Van Vollenhoven, de diriger un consortium de toutes les maisons de commerce d'AOF pour organiser l’approvisionnement de la France en arachides sous le contrôle du ministère du Ravitaillement, qui fixe les prix. Ils échouent à assurer le transport, faute de navires, des récoltes d'arachides, pourtant payées. Le député du Sénégal Blaise Diagne accuse Frédéric Bohn et Joost Van Vollenhoven d'avoir organisé le « pillage des caisses de l'État ». Quand Georges Clemenceau confie à la fin de l'année 1917 à Blaise Diagne la mission de recruter massivement des tirailleurs sénégalais, avec le titre de commissaire de la République, Frédéric Bohn estime, dans une lettre interne à Julien Le Cesne, que « la mission confiée à un mandataire indigène muni de pouvoirs très étendus à la tête d’un groupe important d’officiers français serait de nature à affaiblir le prestige de la race dominante ».
Frédéric Bohn ouvre un laboratoire de sélection des espèces végétales pour les colonies à l'Institut colonial et lance en 1918 une revue, les Cahiers coloniaux. En 1922, alors qu'il est malade, il organise le stand de l'AOF de la seconde exposition coloniale de Marseille,,.
Frédéric Bohn est très affecté par la mort de son fils Antoine sur le front des Vosges pendant la Première Guerre mondiale. Lui-même, atteint d'un cancer, meurt le 26 avril 1923, à son domicile du boulevard Périer à Marseille. À son décès, attendu depuis plusieurs mois, la presse locale, comme Le Petit Marseillais et les milieux coloniaux marseillais (Société de géographie de Marseille, Académie des sciences coloniales) saluent son œuvre. Julien Le Cesne lui succède à la présidence de la CFAO.
Selon l'historien Jean-François Klein, Frédéric Bohn est un exemple de ce qu'il propose d'appeler le patronat impérial : des grands patrons qui ne constituent pas le patronat colonial puisqu'il ne sont pas installés dans les colonies, mais dont l'activité et le rayonnement sont directement liés à l'empire colonial.

## Publications
- Le Développement économique de nos colonies de l'Afrique occidentale : Communication faite au congrès national de géographie de Marseille, le 23 septembre 1898, Marseille, Société de géographie de Marseille, 1898, 16 p.
- Rapport adressé à M. E. Cotelle, conseiller d'Etat, président de la commission des concessions coloniales, Marseille, Imprimerie marseillaise, 1900, 27 p. (lire en ligne).
- Projet d’emprunt de 100 millions du Gouvernement général de l’Afrique occidentale française : Rapport présenté par M. Frédéric Bohn, Marseille, impr. de Barlatier, 1906, 16 p.

## Distinctions
Officier de la Légion d'honneur par décret du 17 juillet 1908.
 Chevalier de la Légion d'honneur par décret du 1er janvier 1892.